# Гаспарян Ігіт Сагателович
Ігіт Сагате́лович Гаспаря́н (1986-2015) — старший солдат Збройних сил України, учасник російсько-української війни.

## Короткий життєпис
Етнічний вірменин, друзі звали його Ігорем. Закінчив Бобринецький технікум ім. В. Порика. Брав активну участь в художній самодіяльності, аматорському спорті.
В часи війни — доброволець, з квітня 2014-го — стрілець, 17-й окремий мотопіхотний батальйон — 57-ма окрема мотопіхотна бригада.
10 лютого 2015-го загинув на блокпосту поблизу міста Горлівка під час атаки російських збройних формувань — відстрілювався, при оточені блокпосту НЗФ задля того, щоб не потрапити в полон підірвався, тоді ж загинув сержант Вадим Харті.
Похований 13 лютого в селі Червонопілля, Бобринецький район. Без Ігіта лишилися дружина та двоє неповнолітніх дітей.

## Нагороди та вшанування
За особисту мужність і героїзм, виявлені у захисті державного суверенітету та територіальної цілісності України, вірність військовій присязі під час російсько-української війни, відзначений — нагороджений
- 13 серпня 2015 року — орденом «За мужність» III ступеня.
- 1 вересня 2015-го на фасаді Бобринецького технікуму ім. В. Порика встановлено меморіальну дошку честі Ігіта Гаспаряна.
- 2016 року одну з вулиць Кропивницького перейменовано на Ігіта Гаспаряна